# Levasseur PL.10

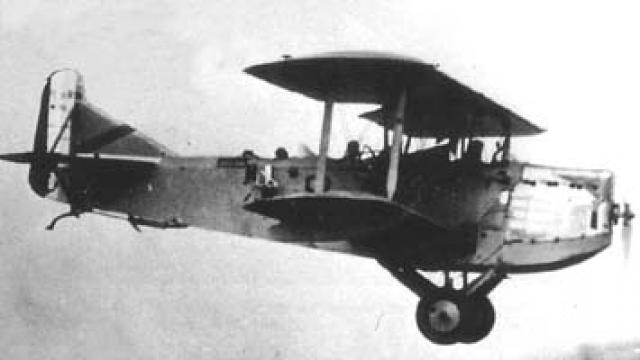
Levasseur PL.10 в полёте

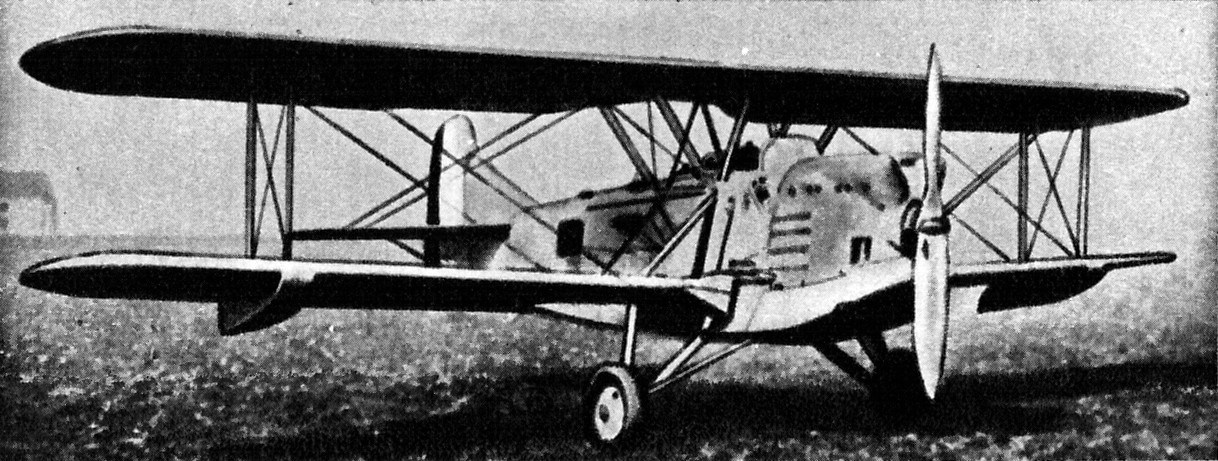
Levasseur PL.101

Levasseur PL.10 — французский палубный самолёт-биплан, разведчик использовавшийся Авиацией ВМС Франции в межвоенный период и во время Второй мировой войны
Конструкция была схожей с предыдущими моделями компании и включала типичные для палубников Левассёра элементы: водонепроницаемый фюзеляж в форме лодки, небольшие подкрыльевые поплавки, сбрасываемое на случай приводнения шасси.
Первые 30 самолётов, заказанных для авиации ВМС, поступили на авианосец «Беарн» в 1931 году и эксплуатировались под названием R3b до 1935 года, когда их сменили 30 PL.101.
Ответом на новые требования военных стала глубокая модернизация прежних конструкций — торпедоносец PL.107, впервые взлетевший в 1937 году. Однако, ни он, ни его следующая версия PL.108 (1939 год) не удовлетворяли заказчика, а из-за капитуляции Франции речь о каких-либо дальнейших доработках уже не шла.

## Модификации
- PL.10 — двигатель Hispano-Suiza 12Lb, построено 30;
- PL.101 — модификация с шасси более широкой колеи, консоли крыльев с небольшой стреловидностью, 30 экземпляров;
- PL.107 — закрытая кабина, новое нижнее крыло и шасси с обтекателями стоек, двигатель Gnome-Rhône 9Kfr, вооружение: 2 синхронных и 1 турельный пулемёта Darne, 1 400-мм торпеда (720 кг) или 2 150-кг бомбы. Построено 2 прототипа;
- PL.108 — третий прототип PL.107, двигатель Hispano-Suiza 9Vbrs, построен 1.

## Тактико-технические характеристики
Приведены данные модификации PL.101.
Источник данных: Harrison, p. 19.

Технические характеристики
- Экипаж: 3
- Длина: 9,75 м
- Высота: 3,75 м (на стоянке)
- Площадь крыла: 56,85 м²
- Масса пустого: 2020 кг
- Нормальная взлётная масса: 3150 кг
- Силовая установка: 1 × радиальный 14-цилиндровый Hispano-Suiza 12Lb
- Мощность двигателей: 1 × 600 л. с. (1 × 450 кВт)

Лётные характеристики
- Максимальная скорость: 220 км/ч на высоте 533 м
- Практическая дальность: 600 км
- Практический потолок: 4500 м
  - при максимальной взлётной массе: 4572 м

Вооружение
- Стрелково-пушечное:  
  - 1 × 7,5 мм пулемёт
  - 2 × 7,5 мм пулемётов
- Бомбы:  
  - 60 кг бомб

## Эксплуатанты
Франция
- Авиация ВМС Франции
  - Escadrille 7S1